# Périgord blanc
Pour les articles homonymes, voir Périgord (homonymie).

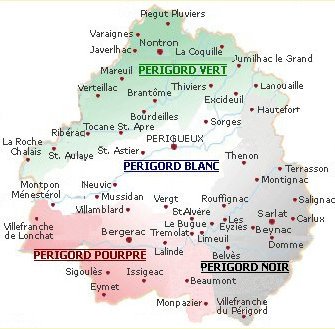
Carte du Périgord et ses quatre couleurs

Le Périgord blanc est une des quatre régions touristiques du Périgord avec le Périgord noir, le Périgord pourpre et le Périgord vert.

Le nom de Périgord blanc donné à l'origine à une petite région naturelle correspondait aux plateaux de calcaire blanc du Ribéracois-Verteillacois.
 Le Périgord blanc est souvent considéré comme une région naturelle de France en lieu et place du Périgord central bien que les deux entités correspondent à des territoires différents.

## Présentation

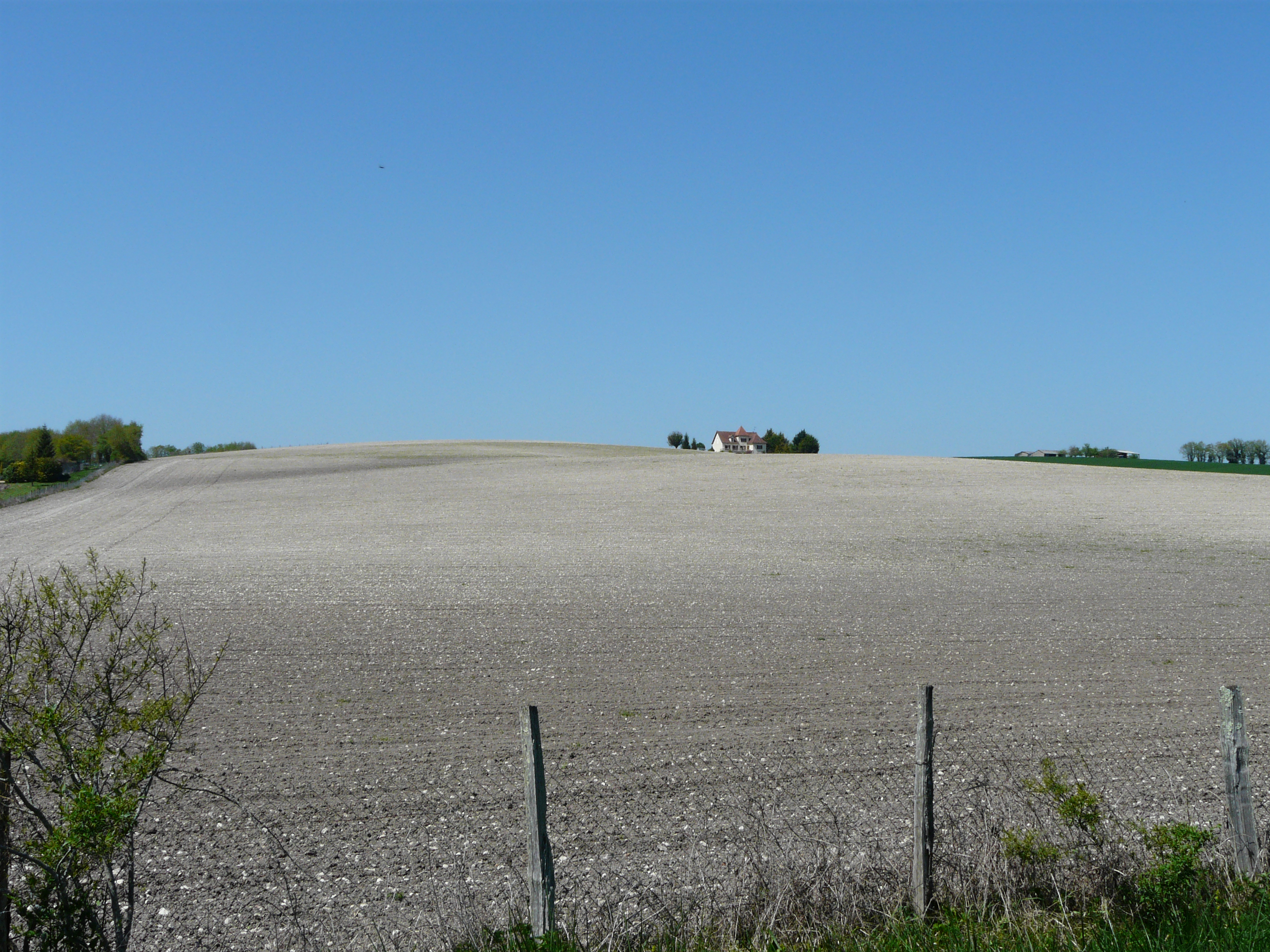
Un champ fraichement labouré
typique du Périgord blanc.

Au début du XXIe siècle, le Périgord blanc correspond grosso modo au pays de l'Isle en Périgord, zone comprise entre le nord-est et le centre-ouest du département de la Dordogne, de la basse vallée de l'Auvézère à la vallée de l'Isle, jusqu'à son entrée dans le département de la Gironde.
Il doit son nom à la couleur blanche de la pierre calcaire qui a servi à bâtir de nombreux monuments. Il occupe les territoires des régions naturelles du Ribéracois, du Périgord central, de la Double, et d'une partie du Landais[réf. nécessaire], mais étrangement, pas celle qui a pour nom Périgord blanc. 
Le Périgord blanc, ancienne région naturelle, correspondait de son côté aux plateaux calcaires du Ribéracois et du Verteillacois, qui aujourd'hui sont inclus dans l'appellation touristique Périgord vert.